# Kopytkowo (województwo pomorskie)
Kopytkowo (niem. Kopitkowo) – wieś kociewska w Polsce położona w województwie pomorskim, w powiecie starogardzkim, w gminie Smętowo Graniczne. W pobliżu znajduje się węzeł drogowy „Kopytkowo” autostrady A1 z DW231, która omija miejscowość od północy.

## Historia
Pierwsza wzmianka o Kopytkowie pochodzi z roku 1290. Właścicielami byli wówczas bracia pruskiego pochodzenia Przybysław i Diwan. W 1825 wybudowano pałac, a w 1860 – gorzelnię.
W okresie III Rzeszy miejscowość nosiła nazwę Hufenau.
W latach 1945–1975 miejscowość należała do tzw. dużego województwa gdańskiego, a w latach 1975–1998 do tzw. małego województwa gdańskiego.

## Linia kolejowa
Kiedyś był w Kopytkowie przystanek osobowy na linii kolejowej nr 218 (Szlachta – Myślice) na odcinku Smętowo – Skórcz, jednak linia została zamknięta, a podczas budowy autostrady A1 przerwana, z powodu braku wiaduktu nad autostradą. Ostatnim pociągiem na tej linii były składy dowożące kruszywo pod budowę autostrady A1. Obecnie linia zamknięta.

## Zabytki
Według rejestru zabytków NID na listę zabytków wpisany jest zespół dworski, 1 poł. XIX, nr rej.: A-1026 z 24.06.1983: dwór i park.